# Because of Winn-Dixie
Because of Winn-Dixie —titulada Mi mejor amigo en España y Gracias a Winn-Dixie o El Perro Sonriente en Hispanoamérica— es una película de 2005 adaptada del libro del mismo nombre escrito Kate DiCamillo y dirigida por Wayne Wang. Fue producida por Walden Media y lanzada por 20th Century Fox. El papel de Winn-Dixie fue interpretado por dos Berger Picard, una raza rara de Francia.

## Argumento
La chica de diez años de edad, Opal Buloni (AnnaSophia Robb) acaba de mudarse a la pequeña ciudad de Naomi, Florida con su padre, un predicador (Jeff Daniels).
Mientras está en el supermercado Winn-Dixie ese verano, se encuentra con un perro desaliñado que está causando estragos. Ella dice que es suyo, y le asigna el nombre Winn-Dixie. Winn-Dixie se hace amigo de todos los que encuentra, y ella  hace nuevos amigos en el proceso. Ella también reaviva la relación con su padre, y se entera de diez cosas sobre su madre, que los abandonó siete años antes. Opal[¿quién?] describe el predicador como una tortuga vieja, siempre metiendo la cabeza en su caparazón de tortuga y sin querer salir al mundo real, muy probablemente a causa de lo triste que está por su esposa, a quien todavía ama.
Una de las personas que Opal conoce es la señorita Franny Block (Eva Marie Saint), una amable y anciana bibliotecaria un tanto excéntrica, que le cuenta sus historias diversas y hermosas, incluyendo una con un oso. Opal también conoce a Gloria Dump (Cicely Tyson), una alcohólica en recuperación ciega con un árbol en su patio trasero que tiene botellas de cerveza colgando, lo que ella describe como los fantasmas de todas las cosas que ha hecho mal.
Un día, durante el verano, harto de Winn-Dixie, el propietario del parque de casas rodantes Bulonis, Mr. Alfred, ordena al predicador deshacerse del perro. El predicador llama a la perrera para que se lleve a Winn-Dixie, pero Opal ruega a su padre llorando para quedárselo. Incapaz de ver a su hija tan triste, el predicador le dice a la gente de la perrera que le devuelvan a Winn-Dixie, alegando que ese no es el perro por el que él llamó.
Opal consigue un trabajo en Animales de Gertrude y se hace amigo de un trabajador de allí, Otis (Dave Matthews), un tímido exconvicto con una pasión por la música. Ella también conoce a una chica llamada Sweetie Pie Thomas (Elle Fanning) que está deseosa de tener un perro como Winn-Dixie. Opal ahora se siente feliz de haber hecho muchos amigos. Tiempo después, durante una fiesta. se desata una tormenta y Winn-Dixie, temeroso, se escapa. Mientras Opal lo busca, su padre quiere que se dé por vencida y ella lo culpa por la pérdida de su madre y la huida de Winn-Dixie, pero su padre le explica que intentó muchas veces buscar a su madre. Luego admite que él cree que nunca va a volver. Luego, vuelven a la fiesta y Otis comienza a cantar una canción con su guitarra, y se escucha a Winn Dixie aullando afuera. Lo dejan entrar y lo acogen de nuevo. Su "canto" le llevó a ser descubierto.

## Personajes
- AnnaSophia Robb como Opal Buloni.
- Jeff Daniels como "El Predicador", el padre de Opal, el Sr. Buloni
- Cicely Tyson como Gloria Dump.
- Luke Benward como Steven "Stevie" Dewberry.
- Dave Matthews como Otis.
- Eva Marie Saint como la Srta. Franny Block.
- Courtney Jines como Amanda Wilkinson.
- Nick Price como Dunlap Dewberry.
- Elle Fanning como Sweetie Pie Thomas.
- Harland Williams como policía.
- John McConnell como Gerente de Tienda.
- Becca Lish como Gertrude Parrot.
- Lyco y Scott como Winn Dixie.

## Críticas
La película recibió críticas mixtas de los críticos. En Rotten Tomatoes la película tiene una calificación de 53% basada en 118 comentarios, con una puntuación media de 5.8/10. El sitio consenso fue: "Un pasado de moda, si es suave, adaptación de la novela de Kate DiCamillo es". En Metacritic, la película posee una puntuación de 54 sobre la base de 27 comentarios , lo que indica "Mixed reviews" o promedio.